# Cimljanská vodní elektrárna
Cimljanská vodní elektrárna (rusky Цимлянская ГЭС) je vodní dílo na řece Don v Rusku. Zdymadlový systém hráze a vodní plocha přehradního jezera jsou součástí Volžsko-donského průplavu.

## Hydrogeografické podmínky
Řeka Don se na dolním a středním toku vyznačuje velmi nízkým spádem. Při průměrném sklonu 0,096 ‰ si vysloužila přezdívku Tichý Don. Protéká rovinami stepních oblastí širokým údolím, na jehož dně jsou četná stará ramena a jezera. Před výstavbou se hloubky řečiště pohybovaly od 0,5 m na brodech po 20 m v zákrutech.  
V lesostepním a stepním pásmu jsou podmínky pro odtok velmi nepříznivé. Ze srážek kolem 500 mm se až 390 mm vypaří. Poměr odtoku a srážek je na středním toku 23 %. Zdroj srážek je smíšený s převahou srážek sněhových. Na vtoku do nádrže je průměrný roční průtok 680 m3/s, což představuje roční přítok 21,3 km3. Dlouhodobý průměrný průtok v místě elektrárny je 655 m3/s.
Během tří jarních měsíců odtéká přes 70 % ročního odtoku. Průtoková křivka je ze všech velkých řek Východní Evropy nejstrmější a je posunuta více směrem k časným jarním měsícům. Následující tabulka uvádí porovnání Donu a Volhy (Davidov 1959).
|       | leden | únor | březen | duben | květen | červen | červenec | srpen | září | říjen | listopad | prosinec |
| ----- | ----- | ---- | ------ | ----- | ------ | ------ | -------- | ----- | ---- | ----- | -------- | -------- |
| Don   | 3     | 3    | 11     | 48    | 14     | 4      | 3        | 3     | 2    | 3     | 3        | 3        |
| Volha | 3     | 2    | 2      | 17    | 34     | 9      | 6        | 5     | 5    | 6     | 6        | 5        |

Hydrogeografické podmínky řeky Don nejsou i přes významný průtok pro vodní energetiků příznivé. Hlavním cílem vybudování vodního díla byla realizace spojení Černého moře a Volhy.

## Popis
Přehradní systém o celkové délce 13 460 m vytvořil Cimljanskou přehradní nádrž o užitečném objemu 11,3 km3, což je zhruba polovina ročního přítoku. Zásoba vody umožňuje víceletou regulaci vody.
Nejdelší část hráze připadá na zemní sypané části, jejichž výstavba spotřebovala 32 milionu m3 materiálu. Levobřežní údolí s kanálem zdymadla spojuje hráz vysoká 2741 m o výšce 11 m. Od zdymadlové propusti k elektrárně postupuje hráz o délce 6760 m a výšce 25 m. Betonová část, obsahující elektrárnu a přelivová pole je s pravým břehem spojena hrází o délce 3171 m a maximální výšce 35 m. Po koruně celého přehradního systému vede silniční a železniční magistrála.

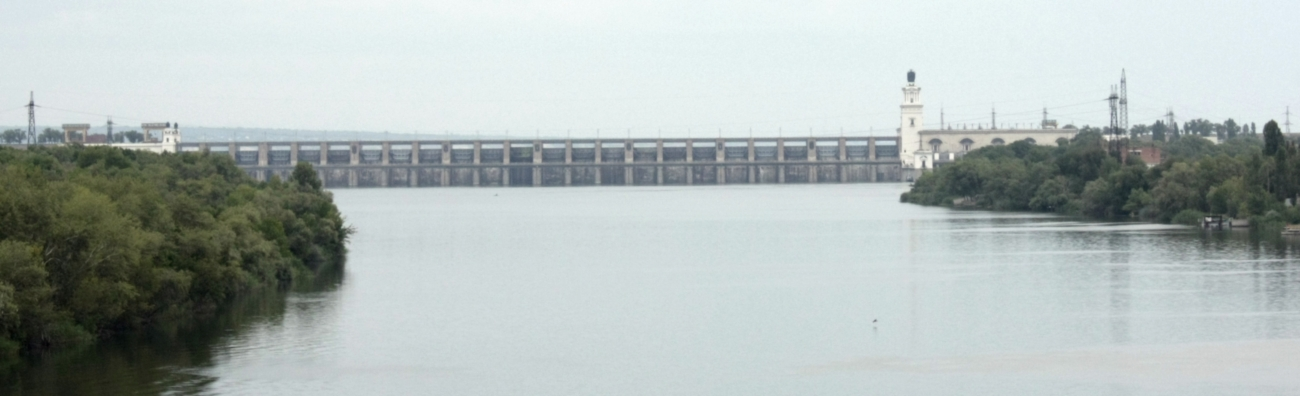
Panoráma betonové hráze a elektrárny zabírá méně jak jednu dvacetinu celkové délky přehradního systému.

Původní řečiště přehrazuje železobetonová část s tělesem elektrárny. Délka hráze je 495,5 m, šířka v koruně 12,5 m a maximální výška 44 m. Přehrada obsahuje 24 přelivových polí o šířce 16 m.
Maximální propustnost přelivů je 23 300 m3/s.
Budova elektrárny je 116,6 m dlouhá, 56,5 m široká a 48,7 m vysoká. Její návodní stěna je součástí přehradního systému. Ve strojovně při spádovém rozmezí 17,5 až 22 m pracují čtyři Kaplanovy turbíny o hltnosti 268 m3/s a výkonech 3 x 52, 5 MW a 1x 50 MW. Pro potřeby místního provozu pracuje malá turbína o hltnosti 30,4 m3/s a výkonu 4 MW. K roku 2019 je stanovený výkon elektrárny 212 MW. Průměrná roční výroba přesahuje hodnotu 610 milionů kWh.  Elektřina zásobuje energetickou soustavu dvěma 220 kV a třemi 110 kV trasami.
Vodní dílo je vstupem do Volžsko-donského průplavu. Spodní a horní hladinu spojuje jednocestný, dvoukomorový zdymadlový systém. Stavba je od elektrárny a až po zdymadlové brány zdobena robustními, nicméně elegantními prvky tzv. stalinského empíru. Tyto zdobné stavební prvky doprovázejí vodní cestu Volžko-donského systému až k majáku na Volze.

## Historie výstavby

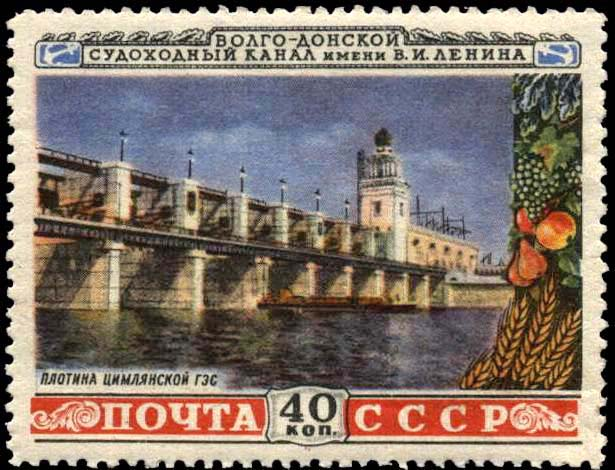
Poštovní známka SSSR, 1953

Projekt deseti nízkých stupňů na úseku Cimljanskoje – Kalač na Donu jako součástí volžsko-donské vodní cesty se objevil v roce 1927. Projekty ze třicátých let počítaly s výstavbou velké regulační nádrže u Kalače. Na konci války byl projekt zadán leningradskému Hydroprojektu a později uveden do současné podoby. Vedoucím projektu byl jmenován Sergej Jakovljevič Žuk, který se osvědčil při výstavbě vodních děl na Sviru i při organizaci výstavby Bělomořsko-baltského kanálu.
Výstavba vodní cesty Volha-Don v jediném projektu spolu s výstavbou Cimljanské vodní elektrárny byla schválena 27. února 1948 a přímý příkaz k výstavbě byl vydán 11. března 1948. O rok později byl postaven tábor nucených prací Cimljansk. Pracovním táborem prošlo přes 100 000 lidí a výstavba cimljanského vodního díla, prohlášeného za velké dílo komunismu, pokračovala mimořádně rychlým tempem.
V únoru 1949 byla zahájena výstavba suché jámy a 23. září 1951 bylo přehrazeno koryto Donu. Plnění nádrže bylo zahájeno v lednu 1952 a první jednotka byla zprovozněna 6. června téhož roku. Do plného provozu byla elektrárna při stanoveném výkonu 160 MW zařazena 22. července 1953.

## Provoz
Elektrárna je největším snadno regulovatelným zdrojem elektrické energie v Rostovské oblasti. Vodní dílo usnadnilo říční plavbu v úseku pod nádrží i zprovoznění volžsko-donské vodní cesty. Od roku 1972 pracuje elektrárna v podřízeném režimu vůči potřebách lodní dopravy a zavlažování.  
Po 40 letech bezproblémovém provozu byly v letech 1997 až 2001 postupně vyměněny všechny turbíny a celkový výkon vzrostl na 212 MW.